# Bull Moose Jackson
Benjamin Clarence "Bull Moose" Jackson (22 de abril de 1919 – 31 de julio de 1989) fue un saxofonista y cantante estadounidense de blues y rhythm and blues.

## Biografía
Nacido en Cleveland, Ohio, en 1943 ingresó en la banda de Lucky Millinder, donde adquirió el mote de "Bull Moose" por su aspecto físico.
Su banda a principios de la década de 1950 incluía a Tadd Dameron al piano y Benny Golson, al saxofón.